# Кариковые
Кари́ковые (лат. Caricaceae) — небольшое семейство тропических деревьев порядка Капустоцветные (Brassicales).
В конце XIX века семейство считалось близким к бегониевым и фиалковым, однако в системе классификации APG III (2009) все эти три семейства отнесены к разным порядкам.

## Ботаническое описание
Небольшие деревья, чаще неветвящиеся, очень богатые млечным соком; листья у большинства на длинных черешках, лапчатые; цветы 5-членные, мужские с длинно-трубчатым венчиком и приросшими к его трубке тычинками, женские — с коротким венчиком и 1—5-гнездой завязью с 5 многораздельными рыльцами. Плоды ягодообразные, то с обильной мякотью, то с полостью внутри.

## Роды
- Carica L. — Карика
- Cylicomorpha Urb.
- Horovitzia V.M.Badillo
- Jacaratia A.DC.
- Jarilla Rusby — Ярилла
- Vasconcellea A.St.-Hil.